# Synagoga w Rosiu
Synagoga w Rosiu – synagoga znajdująca się w Rosiu koło Wołkowyska. 
Jest budynkiem pochodzącym z przełomu XIX i XX wieku. Wyróżnia się bogato dekorowaną fasadą, pośrodku której znajduje się rzeźbiona menora.